# Pteroglossus
Genre
Pteroglossus est un genre d'oiseaux nommés araçaris.

## Liste des espèces
D'après la classification de référence (version 5.1, 2015) du Congrès ornithologique international (ordre phylogénique) :
- Pteroglossus viridis – Araçari vert
- Pteroglossus inscriptus – Araçari de Humboldt
- Pteroglossus bitorquatus – Araçari à double collier
- Pteroglossus azara – Araçari de d'Azara
- Pteroglossus mariae – Araçari de Maria
- Pteroglossus aracari – Araçari grigri
- Pteroglossus castanotis – Araçari à oreillons roux
- Pteroglossus pluricinctus – Araçari multibande
- Pteroglossus torquatus – Araçari à collier
- Pteroglossus sanguineus – Araçari à bec maculé
- Pteroglossus erythropygius – Araçari à bec clair
- Pteroglossus frantzii – Araçari de Frantzius
- Pteroglossus beauharnaesii – Araçari de Beauharnais
- Pteroglossus bailloni – Araçari de Baillon ou Toucan de Baillon